# Relebohile Mofokeng
Relebohile Mofokeng, noto in precedenza come Relebohile Ratomo (Sharpeville, 23 ottobre 2004), è un calciatore sudafricano, centrocampista dell'Orlando Pirates e della nazionale sudafricana.

## Carriera

### Club
Mofokeng è cresciuto nel settore giovanile dell'Orlando Pirates, con cui ha debuttato il 3 maggio 2023 nell'incontro di Premier Division pareggiato 1-1 contro il Royal AM. Il 20 maggio seguente ha segnato il suo primo gol nel successo per 4-0 sull'AmaZulu. Il 1º giugno 2024 ha segnato al 94' il gol decisivo per la vittoria della Coppa del Sudafrica contro il M. Sundowns.

### Nazionale
Ha giocato nella nazionale sudafricana Under-20.
L'11 giugno 2024 ha debuttato con la nazionale maggiore sudafricana nell'incontro di qualificazione per il campionato mondiale 2026 contro lo Zimbabwe.

## Statistiche

### Presenze e reti nei club
Statistiche aggiornate al 11 giugno 2024.
| Stagione        | Squadra         | Campionato      | Campionato | Campionato | Coppe nazionali | Coppe nazionali | Coppe nazionali | Coppe continentali | Coppe continentali | Coppe continentali | Altre coppe | Altre coppe | Altre coppe | Totale | Totale | Totale |
| Stagione        | Squadra         | Comp            | Pres       | Reti       | Comp            | Pres            | Reti            | Comp               | Pres               | Reti               | Comp        | Pres        | Reti        | Pres   | Reti   |        |
| --------------- | --------------- | --------------- | ---------- | ---------- | --------------- | --------------- | --------------- | ------------------ | ------------------ | ------------------ | ----------- | ----------- | ----------- | ------ | ------ | ------ |
| 2022-2023       | Orlando Pirates | PD              | 2          | 1          | CS+CdL+MTN8     | 0               | 0               |                    | -                  | -                  |             | -           | -           | 2      | 1      |        |
| 2023-2024       | Orlando Pirates | PD              | 26         | 3          | CS+CdL+MTN8     | 5+1+3           | 2+0             | CCL                | 3                  | 0                  |             | -           | -           | 38     | 5      |        |
| Totale carriera | Totale carriera | Totale carriera | 28         | 4          |                 | 9               | 2               |                    | 3                  | 0                  |             | -           | -           | 40     | 6      |        |

### Cronologia presenze e reti in nazionale
| Cronologia completa delle presenze e delle reti in nazionale ― Sudafrica | Cronologia completa delle presenze e delle reti in nazionale ― Sudafrica | Cronologia completa delle presenze e delle reti in nazionale ― Sudafrica | Cronologia completa delle presenze e delle reti in nazionale ― Sudafrica | Cronologia completa delle presenze e delle reti in nazionale ― Sudafrica | Cronologia completa delle presenze e delle reti in nazionale ― Sudafrica | Cronologia completa delle presenze e delle reti in nazionale ― Sudafrica | Cronologia completa delle presenze e delle reti in nazionale ― Sudafrica |
| Data                                                                     | Città                                                                    | In casa                                                                  | Risultato                                                                | Ospiti                                                                   | Competizione                                                             | Reti                                                                     | Note                                                                     |
| ------------------------------------------------------------------------ | ------------------------------------------------------------------------ | ------------------------------------------------------------------------ | ------------------------------------------------------------------------ | ------------------------------------------------------------------------ | ------------------------------------------------------------------------ | ------------------------------------------------------------------------ | ------------------------------------------------------------------------ |
| 11-6-2024                                                                | Bloemfontein                                                             | Sudafrica                                                                | 3 – 1                                                                    | Zimbabwe                                                                 | Qual. Mondiali 2026                                                      | -                                                                        | 90+3’                                                                    |
| 6-9-2024                                                                 | Johannesburg                                                             | Sudafrica                                                                | 2 – 2                                                                    | Uganda                                                                   | Qual. Coppa d'Africa 2025                                                | -                                                                        | 74’                                                                      |
| 10-9-2024                                                                | Giuba                                                                    | Sudan del Sud                                                            | 2 – 3                                                                    | Sudafrica                                                                | Qual. Coppa d'Africa 2025                                                | -                                                                        | 72’                                                                      |
| 11-10-2024                                                               | Port Elizabeth                                                           | Sudafrica                                                                | 5 – 0                                                                    | Rep. del Congo                                                           | Qual. Coppa d'Africa 2025                                                | -                                                                        | 66’                                                                      |
| 19-11-2024                                                               | Città del Capo                                                           | Sudafrica                                                                | 3 – 0                                                                    | Sudan del Sud                                                            | Qual. Coppa d'Africa 2025                                                | -                                                                        | 74’                                                                      |
| 21-3-2025                                                                | Polokwane                                                                | Sudafrica                                                                | 2 – 0                                                                    | Lesotho                                                                  | Qual. Mondiali 2026                                                      | 1                                                                        |                                                                          |
| 25-3-2025                                                                | Abidjan                                                                  | Benin                                                                    | 0 – 2                                                                    | Sudafrica                                                                | Qual. Mondiali 2026                                                      | -                                                                        | 68’                                                                      |
| Totale                                                                   |                                                                          | Presenze                                                                 | 7                                                                        |                                                                          | Reti                                                                     | 1                                                                        |                                                                          |

## Palmarès

### Club

#### Competizioni nazionali
- Coppa del Sudafrica: 2

Orlando Pirates 2022-2023, 2023-2024
- MTN 8: 1

Orlando Pirates 2023-2024